# بترسی پارک
بترسی پارک (انگلیسی: Battersea Park) یک پارک در لندن، بریتانیا است.
این پارک که در ناحیه بترسی، منطقه واندزوورث لندن قرار دارد در سال ۱۸۵۸ تأسیس شده و دارای ۸۱ هکتار وسعت می‌باشد.

## نگارخانه

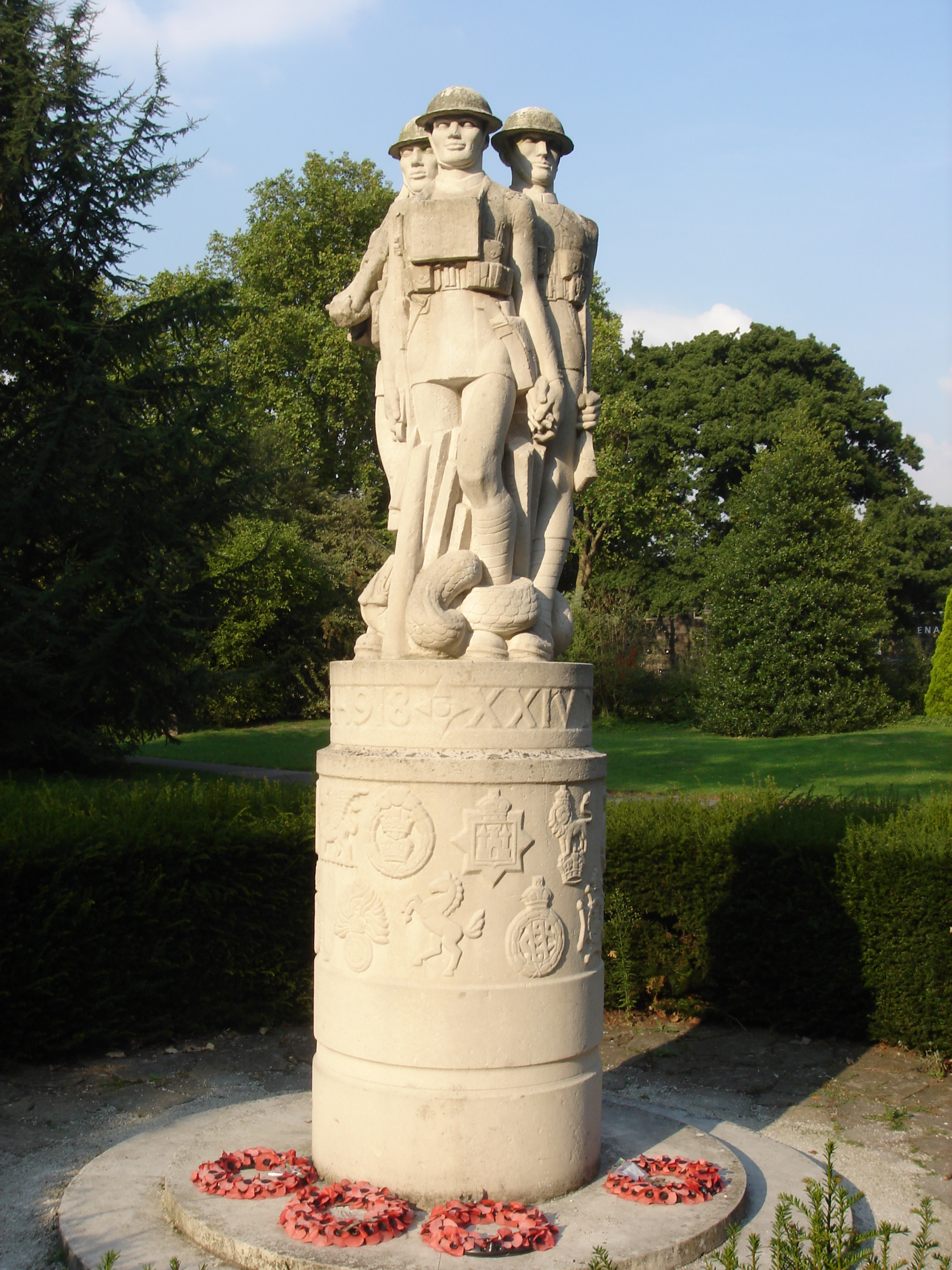
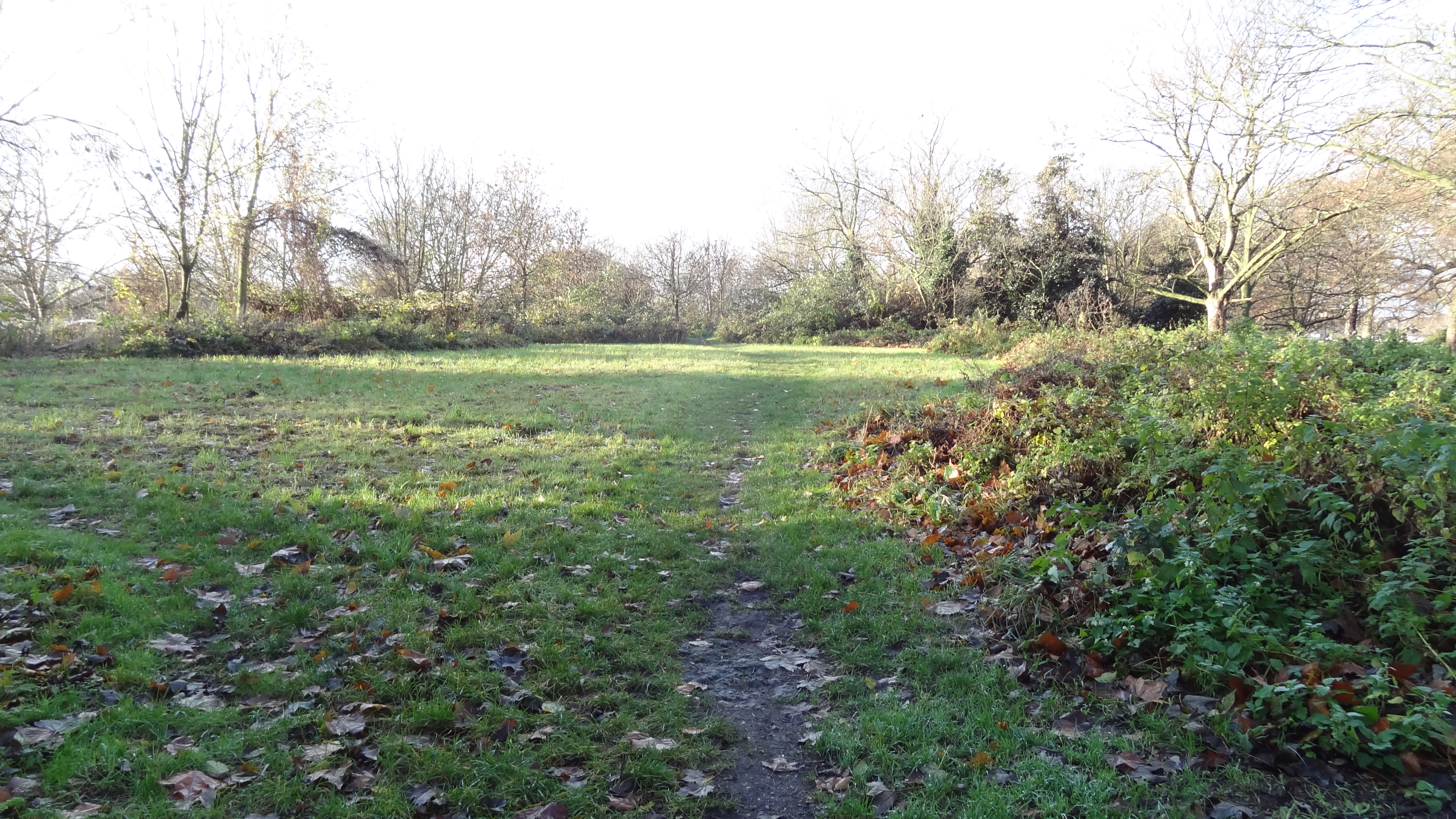
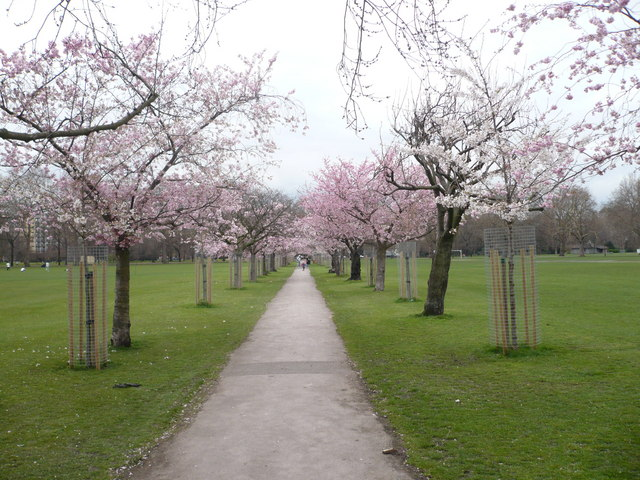
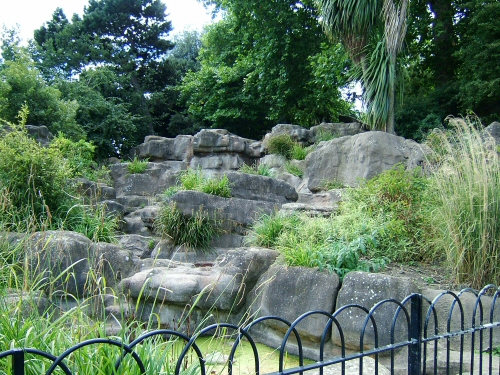
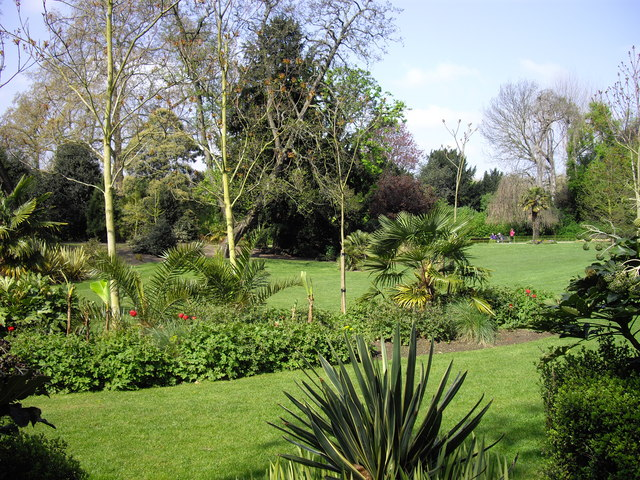
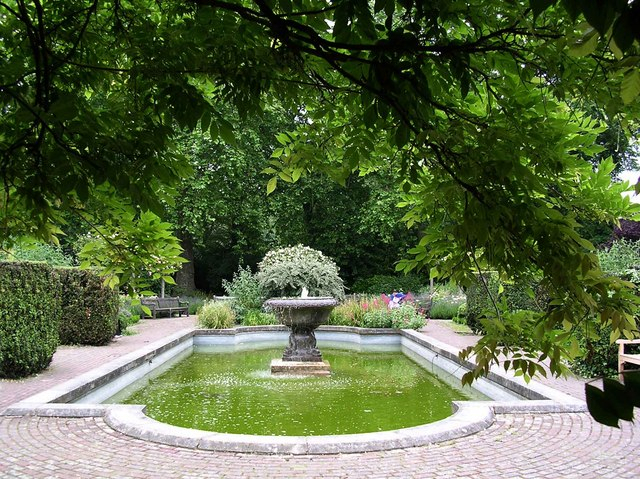
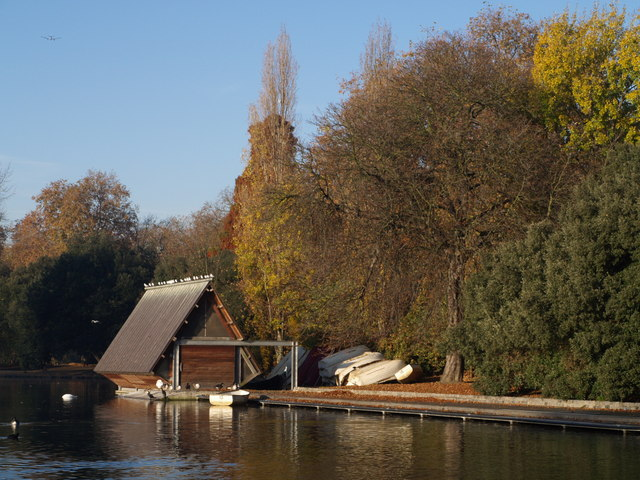
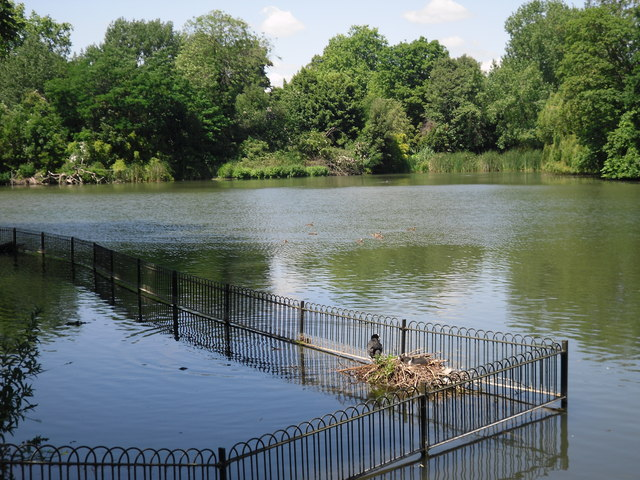
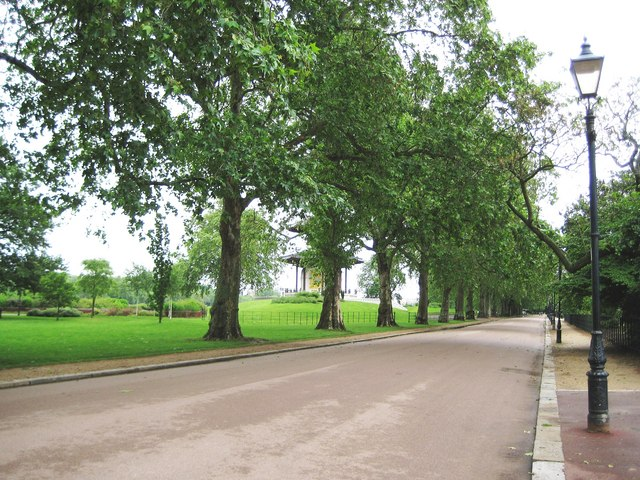
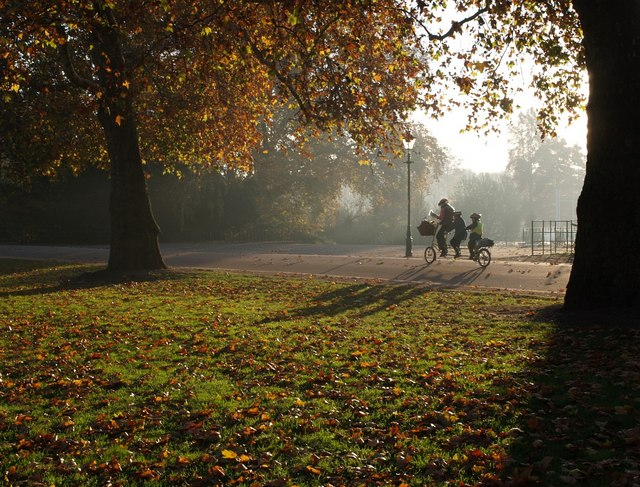
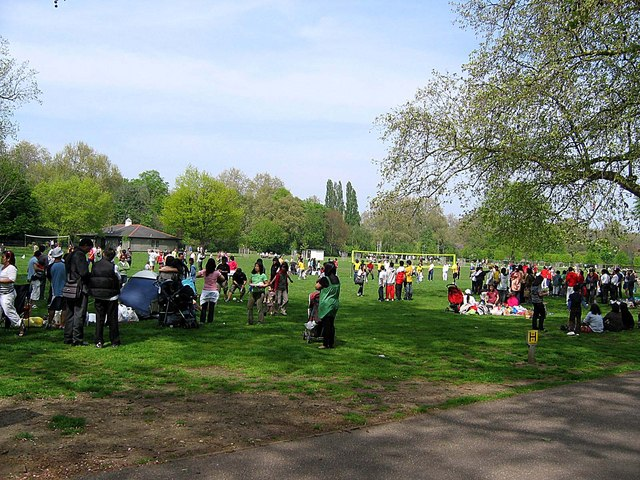